# 羅拔·湯臣
羅拔·湯臣（Robert Thompson）是一名前鋒，曾先後效力過普雷斯頓、列斯聯、盧頓、阿克寧頓和貝利。他是列斯聯第一位球會首席射手，亦是第一個列斯聯球員完成帽子戲法。